# Peridroma perturbata
Peridroma perturbata là một loài bướm đêm trong họ Noctuidae.